# Prefecturale weg

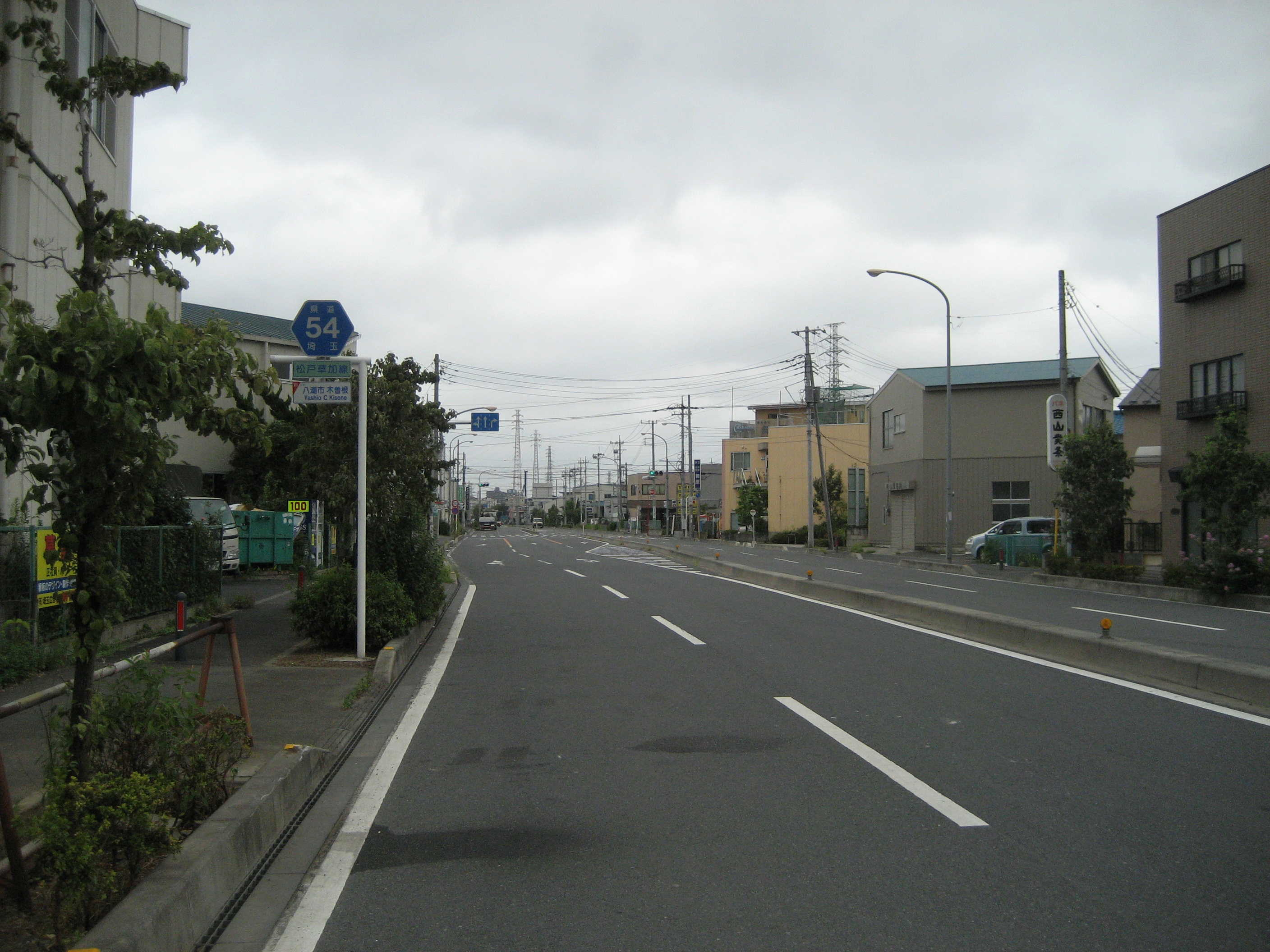
Prefecturale weg 54 in Saitama

Een prefecturale weg (都道府県道, todōfukendō) is een type weg in Japan die onder de bevoegdheid vallen van de prefecturen. Er zijn evenwel enkele uitzonderingen voorzien zoals wanneer een prefecturale weg door een decretaal gedesigneerde stad loopt. De prefecturen zijn tevens verantwoordelijk voor de nummering en de naamgeving. Daardoor kan hetzelfde nummer in verschillende prefecturen voorkomen voor andere wegen. De naam bestaat meestal uit het beginpunt en het eindpunt van de weg. Zo draagt bijvoorbeeld de Prefecturale weg 36 in Wakayama de naam 'Kamitonda-Susami-lijn'.